# Resistencia (Star Wars)
En el universo de Star Wars, la Resistencia es una fuerza militar privada creada por la República para enfrentar a la Primera Orden, una junta militar nacida de los restos del Imperio. Su misión es preservar el orden y la seguridad pero manteniendo la libertad y la democracia, para evitar otras guerras como la Guerra de los Clones.
La Resistencia fue liderada por la general Organa, senadora de Alderaan durante la Guerra Civil Galáctica. La Resistencia era pequeña, contaba con solo dos escuadrones y cazas estelares ala-X muy antiguos. A pesar de aliarse con la República, no contaban con la aprobación del Senado y su alianza era secreta. Participó de su conflicto contra la Primera Orden. 
Poe Dameron, líder del Escuadrón Negro, es el mejor piloto de la resistencia, anteriormente de la República. Estuvo buscando a Luke Skywalker tras el ataque a Jakku, hasta que finalmente lo encontró. Quedó debilitada por la destrucción del sistema Hosnian, pero se recuperó y destruyó la base Starkiller (Destructor de Estrellas). La misión de encontrar a Luke la dejó en manos de Rey.

## Miembros importantes
- Leia Organa: es la antigua princesa de Alderaan y líder de la Alianza Rebelde, ahora es la general de la Resistencia. Ella es la hermana melliza de Luke Skywalker quién desapareció, también es la esposa de Han Solo y madre de Kylo Ren, quién se unió a la Primera Orden.
- Han Solo: es un contrabandista y junto a su compañero wookie, Chewbacca, fue el exgeneral de la Alianza Rebelde, y es esposo de Leia Organa, cuando su hijo, Kylo Ren se unió a la Primera Orden, conoce a Rey y Finn en la aventura, que será su mentor de ambos. Fue asesinado por Kylo Ren.
- Poe Dameron: es el líder del Escuadrón Negro y mejor piloto de la resistencia. Su misión fue encontrar a Luke Skywalker, y fue rescatado por un soldado de asalto llamado FN-2187, al llamarlo Finn.
- Rey: es una recolectora de chatarra del planeta Jakku, al reunirse a la Resistencia. Ella decide encontrar al maestro Luke Skywalker, para aprender sobre las artes Jedi, y enfrentarse a Kylo Ren, al saber que mató a Han Solo, para así vengarlo.
- Finn: fue conocido como un soldado de asalto llamado FN-2187 de la Primera Orden, de presenciar los horribles actos de sus líderes y presenciar la muerte de un compañero de escuadrón se une a la Resistencia, al conocer al piloto de la resistencia Poe Dameron, y hace equipo con Rey. Queda en coma a manos de Kylo Ren.

- Datos: Q24576853